# 그리핀

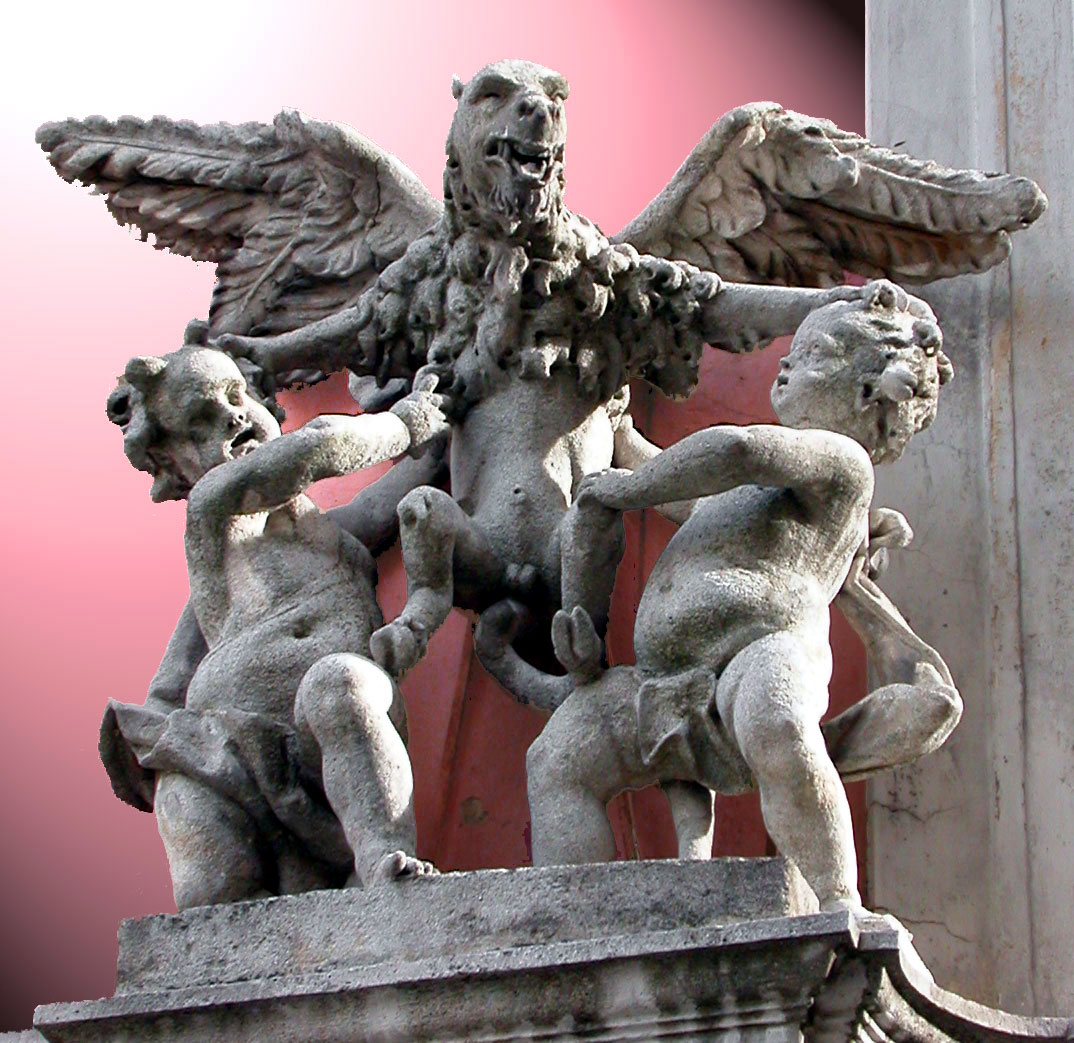

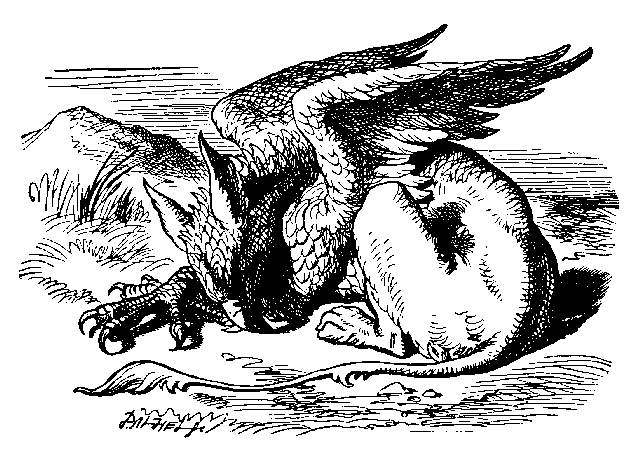
그리핀

그리핀(griffin, griffon, gryphon, 그리스어: γρυψ)은 사자의 몸통에 독수리의 머리와 날개, 앞발을 가진 전설의 동물이다. 그리폰, 그리펜 등으로 불리기도 한다.
서적에 나오는 자료는 그리핀의 눈은 몇천 리 밖에 있는 것을 감지할 수 있고 부리는 다이아몬드보다 단단하고 예리하며 깃털로 만든 부채를 휘두르면 큰 폭풍이 일어나며 수컷의 발톱은 독을 만들어내고 암컷의 발톱은 독을 없앤다고 한다.
14세기 영국의 여행가인 존 맨더빌이 팔레스타인, 인도 등을 포함한 동방의 여러 지역의 기이한 모습에 대해서 서술한 《동방여행기》에는 ‘그리핀은 앞쪽은 독수리, 뒤쪽은 사자를 닮았다. 사자를 8마리 합쳐놓은 것보다 더 크고, 독수리를 100마리 합쳐놓은 것보다 더 힘이 세다’라고 적혀 있다.
그리핀은 두 종류가 있다. 그리스 등의 동유럽과 러시아의 산악 지대에 사는 것과 인도의 산악 지대에 사는 것을 말한다. 특히 바위가 많고 온도가 낮은 고지대에 보금자리를 마련한다. 수명은 50~60년이며 짝이 죽더라도 절대로 다른 짝을 구하지 않고 죽을 때까지 혼자 산다고 한다.
그리핀은 아무것이나 닥치는 대로 잡아먹는다. 특히 말을 좋아하는데 그리핀이 공격하지 않는 동물은 코끼리와 사자뿐이다. 중세시대의 동물우화집에는 그리핀이 날카로운 부리와 발톱으로 은하선의 몸을 갈기갈기 찢어발겨서 내장을 꺼내어 먹는 이야기가 나온다.
그리핀이 가장 열중하는 일은 산에서 금은보석을 찾아내서 보금자리를 만드는 것이다. 그리핀은 본능적으로 금이 매장되어 있는 곳을 안다. 때문에 금광의 파수꾼 역할을 담당하여 금을 빼앗으러 오는 자들과 전력을 다하여 싸워 지켜낸다고 한다.
보통 사자를 ‘짐승의 왕’, 독수리를 ‘하늘의 왕’으로 취급하므로, 그리핀은 이 둘의 힘을 합친 힘세고 당당한 동물로 묘사된다. 그 훌륭한 모습 덕분에, 제우스나 아폴론이 하늘을 돌아다닐 때 쓰는 2륜 전차뿐만 아니라, 저주의 여신 네메시스의 마차와알렉산드로스 대왕의 마차를 끌었다는 전설도 있다. 로마 제국에서는 그리핀을 보석을 지키는 파수꾼으로서 경계, 정의의 보복, 보호의 상징으로 채택하였다. 기독교에서의 그리핀은 악의 형상으로서 인간의 영혼을 운반해 가는 악마나 그리스도인을 박해하는 자를 상징한다. 그러나 훗날 단테는 신성과 인성을 모두 갖고 있는 예수 그리스도, 또는 종교적 권력과 세속적 권력을 함께 갖고 있는 교황의 역할을 상징하는 것으로 그리핀을 사용하였다.

## 같이 보기
- 키마이라
- 누에 (일본 요괴)
- 페가수스